# Fene
Fene is een gemeente in de comarca Ferrol in de Spaanse provincie A Coruña in de regio Galicië met een oppervlakte van 26 km². In 2001 telde Fene 14.496 inwoners.

## Demografische ontwikkeling
Bron: INE; 1857-2011: volkstellingen

## Bezienswaardigheid
Muurschildering van Sfhir (Hugo Lamas) ter ere van het gesloten Perla muziekhuis. Deze muurschildering is door Street Art Cities uitgeroepen tot de beste van het jaar 2023.

## Geboren
- Yolanda Díaz Pérez (1971), politica